# Patiscodes hova
Patiscodes hova är en insektsart som först beskrevs av Brancsik 1893.  Patiscodes hova ingår i släktet Patiscodes och familjen syrsor. Inga underarter finns listade i Catalogue of Life.